# Louise Bager Due
Louise Bager Due, tidigare Nørgaard, född 23 april 1982 i Dronninglund, är en dansk handbollsmålvakt.

## Klubbkarriär
Innan hon avslutade karriären spelade hon for Viborg HK, som hon kom till 2001 från LSU Sæby. Före detta spelade hon för moderklubben Hjallerup IF. I Viborg HK vann hon danska mästerskapet (DM) 2002, 2004, 2006, 2008 och 2009. Internationellt vann hon med klubben EHF Cup 2004 och Champions League 2006. säsongen 2009–2010 var hon gravid och spelade inte i klubben. 2012 hade hon spelat färdigt för Viborg.. 2017 gjorde hon comeback i Viborgs HK inför semifinalerna i DM.

### Landslagskarriär
Louise Bager Due gjorde sin debut i danska handbollslandslaget den 16 mars 2002 mot Sverige. Hon spelade 55 landskamper för Danmark och gjorde ett mål. Sista landskampen den 3 juni 2007 mot Ukraina. Största framgången för Louise Bager Due var att hon ingick i det danska lag som tog OS-guld i damernas turnering i samband med de olympiska handbollstävlingarna 2004 i Aten. Hon spelade också EM 2004 och EM 2006 för Danmark. I EM 2002 spelade hon också någon match och blev därmed europamästare 2002..

## Klubbar
- LSU Sæby (–2001)
- Hjallerup IF
- Viborg HK 2001–2012 (inhopp 2017)

## Meriter
- OS-guld 2004 i Aten med Danmarks damlandslag i handboll
- EM-guld 2002 i Danmark med Danmarks damlandslag i handboll
- EM-silver 2004 i Ungern med Danmarks damlandslag i handboll
- DM-guld 2002, 2004, 2006, 2008 och 2009 med Viborgs HK.
- EHF cupen 2004 med Viborgs HK
- EHF Champions League 2006 med Viborgs HK